# Dubbagottige, Magadi
Dubbagottige là một làng thuộc tehsil Magadi, huyện Ramanagara, bang Karnataka, Ấn Độ.